# NGC 2306
NGC 2306 est un amas ouvert, situé dans la constellation de la Licorne. Il a été découvert par l'astronome germano-britannique William Herschel en 1786. Wolfgang Steinicke considère que NGC 2306 pourrait être un nuage d'étoiles et non un amas ouvert.
NGC 2306 est à environ 1 200 pc (∼3 910 al) du système solaire et les dernières estimations donnent un âge de 794 millions d'années.